# Tradicijske okućnice (Okuje)
Tradicijske okućnice (Okuje), objekt u mjestu Okuje i općini Velika Gorica, zaštićeno kulturno dobro.

## Opis
Zgrada iz 1909., u Okujama, na adresi Okuje 59 i 61.

## Zaštita
Pod oznakom P-5616 zavedena je kao nepokretno kulturno dobro - pojedinačno, pravna statusa zaštićena kulturnog dobra, klasificirano kao "kulturno-povijesna cjelina".